# Складчастість поперечна
Складчастість поперечна (рос. складчатость поперечная,англ. transverse folding; нім. gekreuzt Faltung f) – утворена одночасно зі складчастістю панівного напрямку, але додаткова стосовно неї. Проявляється у вигляді поперечних прогинів шарнірів складок, а також у випадку виникнення кулісоподібно розташованих складок.